# Nintendo

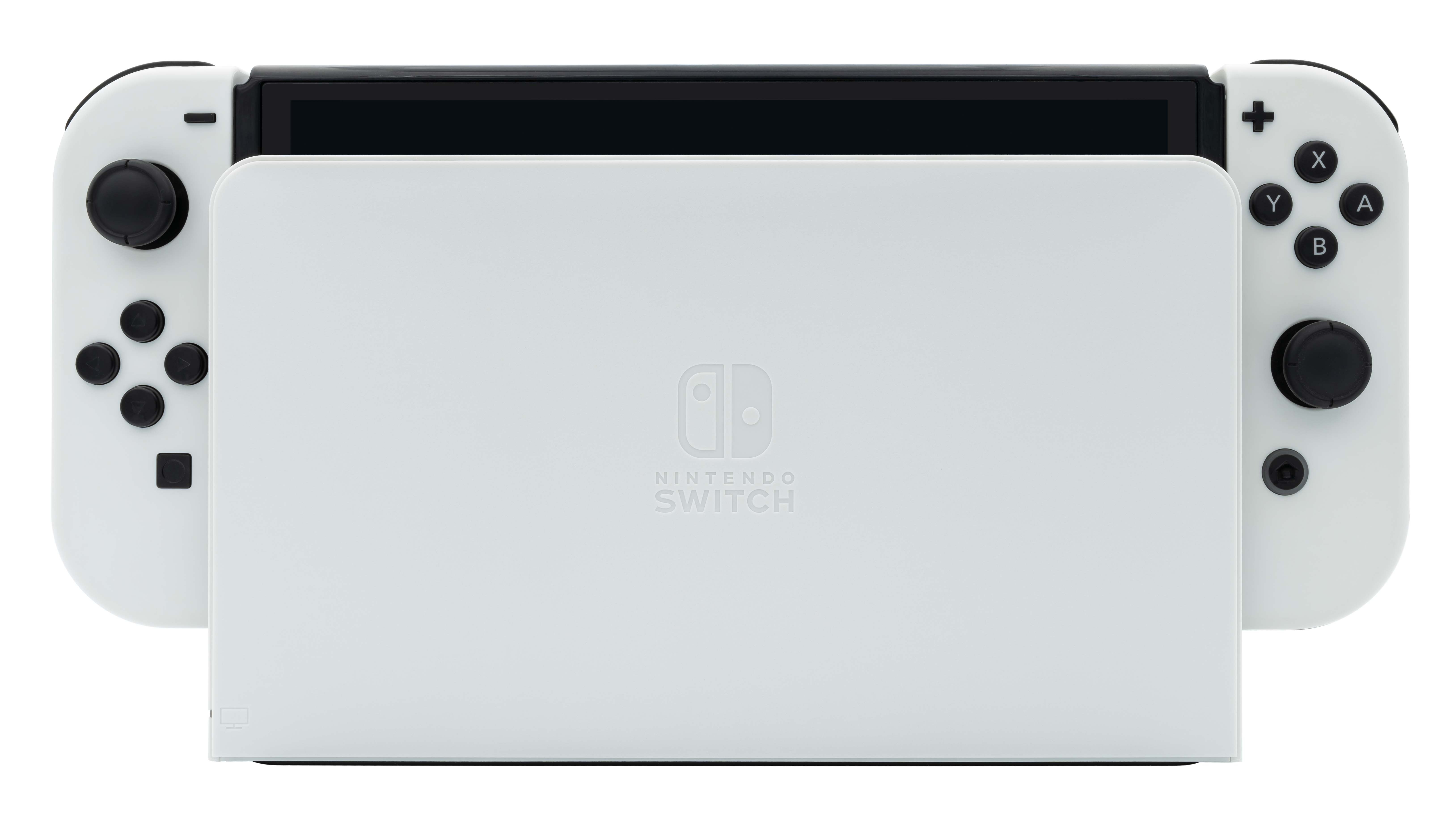
Nintendo Switch OLED 2021

Nintendó (japonsky: 任天堂株式会社 Nintendó kabušiki-gaiša) je japonská firma, v současné době se věnující výrobě a distribuci videoher a herních konzolí. Byla založena už v roce 1889 jako firma vyrábějící hrací karty, posléze se přeorientovala na výrobu hraček a dnes vyrábí hlavně vlastní herní systémy a hry pro ně.

## Historie
Společnost byla založena pod názvem „Nintendó Koppai“ 23. září roku 1889 Fusadžiró Jamaučim a její hlavní náplní byla výroba hracích karet pro hru zvanou Hanafuda. Ručně vyráběné hrací karty se staly oblíbenými, a tak Jamauči najal další zaměstnance pro zvýšení výroby. Později společnost organizovala i vlastní karetní turnaje.
V roce 1956 Hiroši Jamauči (pravnuk Fusadžiró Jamaučiho) navštívil obchodně Spojené státy americké kvůli jednání s United States Playing Card Company, dominantní společností s hracími kartami v severní Americe. Při jednání si všiml, že největší společnost v jeho odvětví sídlí pouze v malé kanceláři, a to byl hlavní bod k jeho akceleraci v obchodu s hracími kartami. Zároveň se mu podařilo získat možnost dávat na své karty postavy společnosti Disney.
Od roku 1963 společnost Nintendó začala experimentovat i v jiných odvětvích. Většina pokusů, jako prodej instantní rýže, však skončila neúspěchem. Nadále se společnost orientovala pouze na zábavní systémy, jako například měřič lásky Nintendo Love Tester.
Roku 1977 byl do společnosti přijat vedoucí studentského projektu Šigeru Mijamoto, jehož Donkey Kong, vydaný roku 1981 získal ohromný úspěch. Navíc prodej licencí pro jiné systémy znamenal pro Nintendo značný nárůst zisku. Ještě roku 1980 Nintendo začalo s prodejem vlastní digihry Game & Watch.
Za další klíčový rok je považován 1985, kdy na severoamerický trh dorazilo Nintendo Entertainment System (zkráceně NES), který doprovázela dnes velmi známá hra Super Mario Bros. Tehdy se již ale objevil konkurenční systém Master System od společnosti SEGA. Roku 1989 pak přišlo Nintendó s přenosnou herní konzolí zvanou Game Boy.
8bitový NES byl později nahrazen další domácí konzolí Super Nintendo Entertainment System (SNES), která disponovala již 16bitovým systémem a opět musela na trhu bojovat proti firmě SEGA a jejímu Mega Drive. Nintendo 64 bylo zmiňováno hlavně s jeho schopnostmi 3D grafiky a rozšíření počtu hráčů ze standardních dvou až na čtyři.
První konzolí, která využívala optické disky namísto plastových cartridgí, byla Nintendo GameCube.
Následovníkem GameCube se stalo Nintendo Wii. Wii patří do tzv. 7. generace herních konzolí. Oproti konkurentům – PlayStationu od Sony a Xboxu od Microsoftu – se vydalo cestou interaktivní zábavy a pokrokovým ovladačem, nazvaném Wii Remote, jehož pohyb zachycuje senzor a převádí ho do hry. Tuto technologii později použil také Microsoft se svým Kinectem a Sony s PlayStation Move.
Následovníkem Wii je v roce 2012 vydané Wii U, které s Wii Remotem přineslo také displej zabudovaný v ovladači, díky čemuž je možné se např. dívat do displeje v ovladači, jako do zaměřovače, zatímco na monitoru vidět obyčejný pohled. Wii U je zástupce tzv. 8. generace konzolí, kde konkuruje PlayStationu 4 a Xboxu One.

Konzole
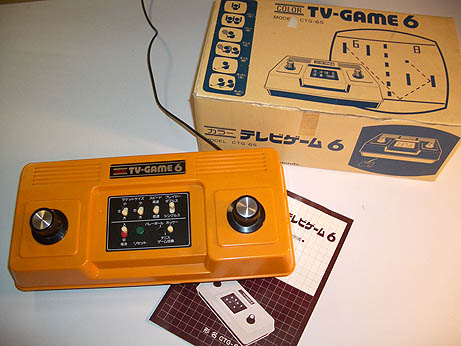
Color TV Game 1977
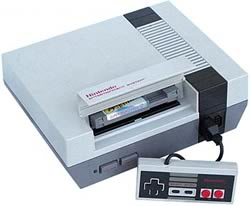
Nintendo Entertainment System (NES) 1985
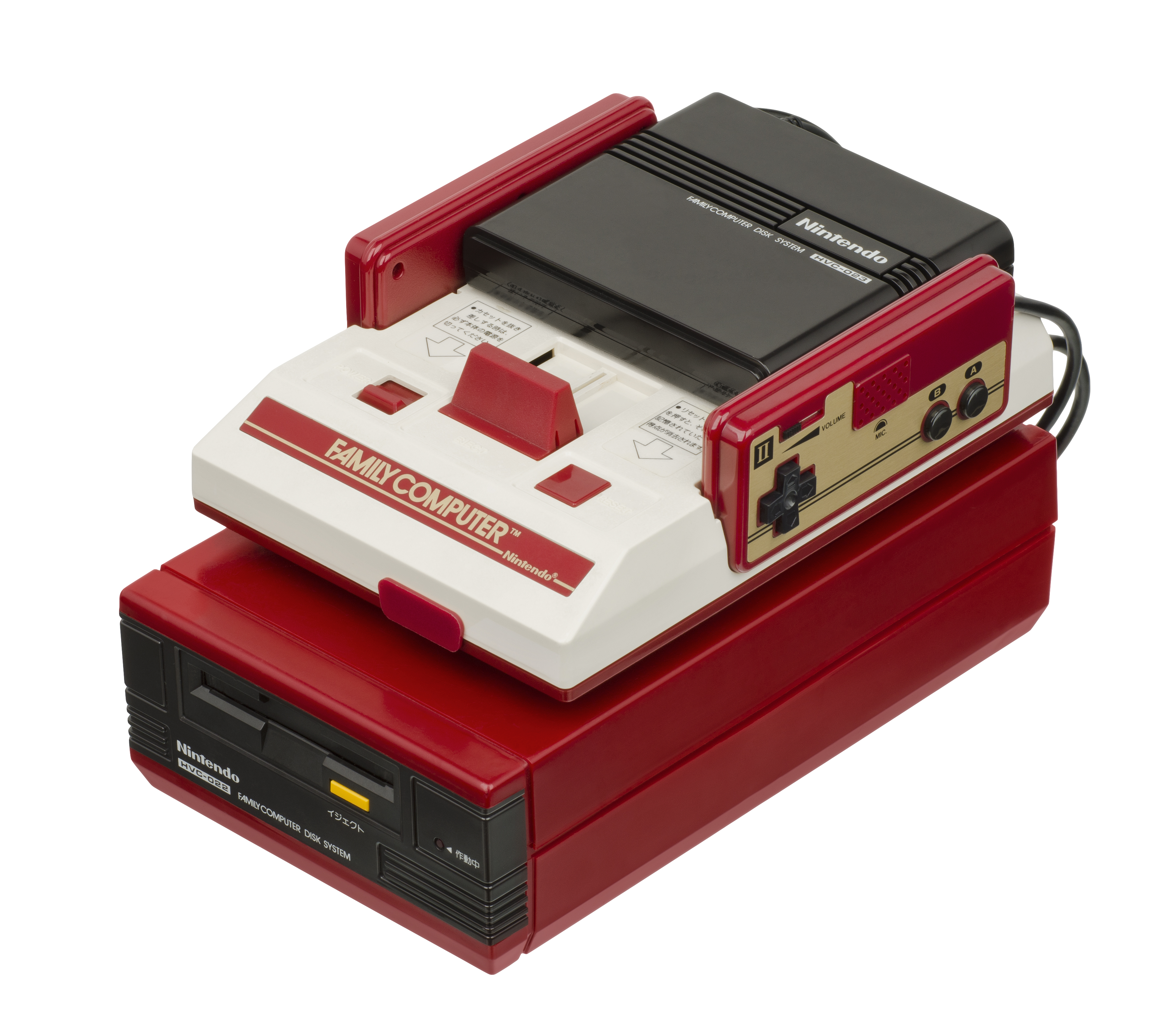
Famicom Disk System 1986 (Pouze pro Japonsko)
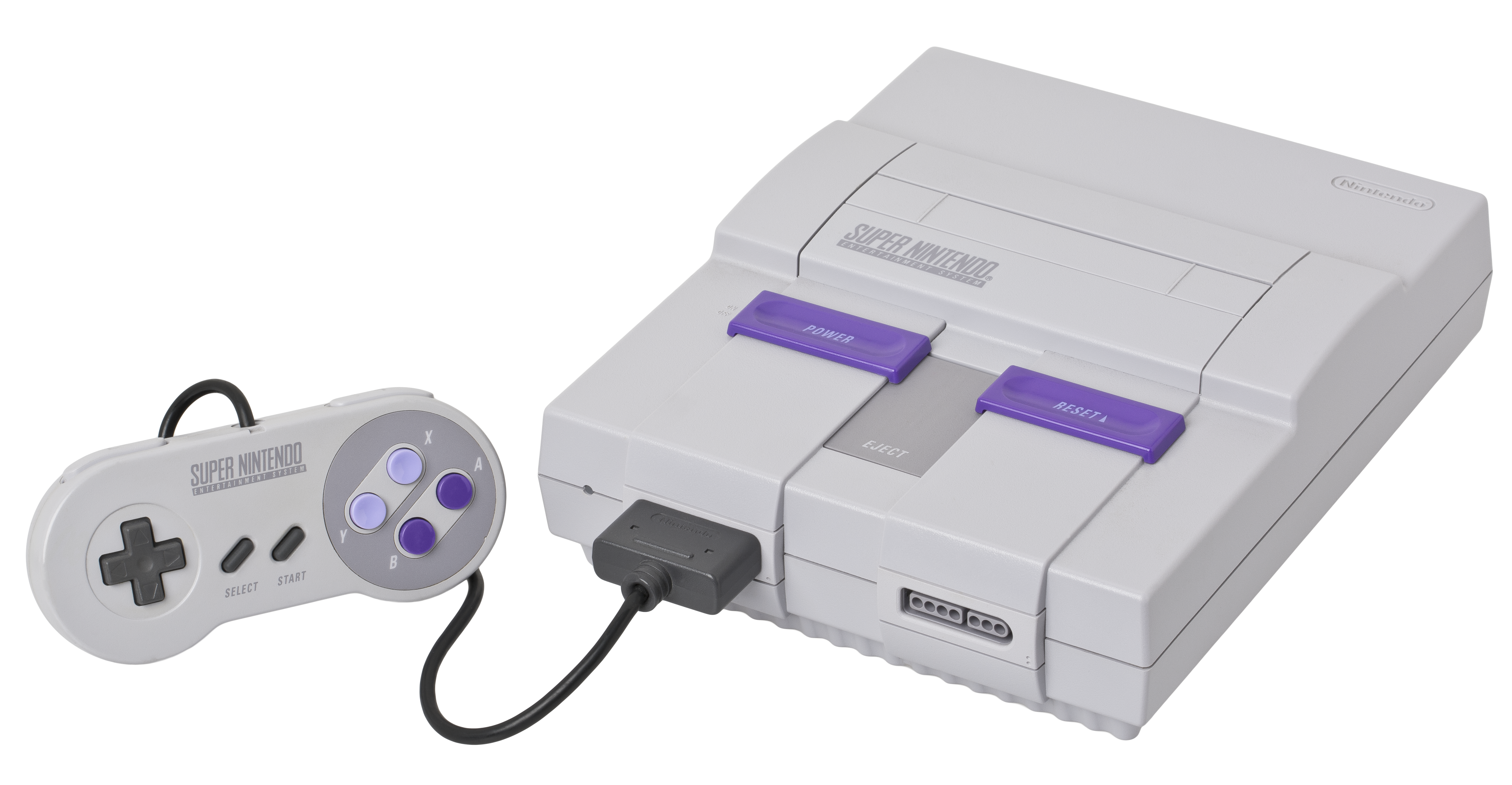
Super Nintendo Entertainment System (SNES) 1990
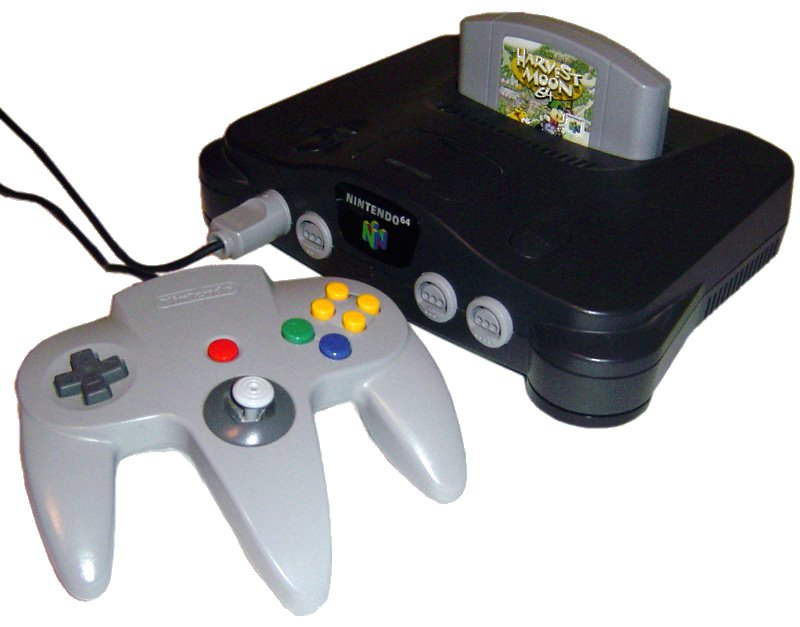
Nintendo 64 1996
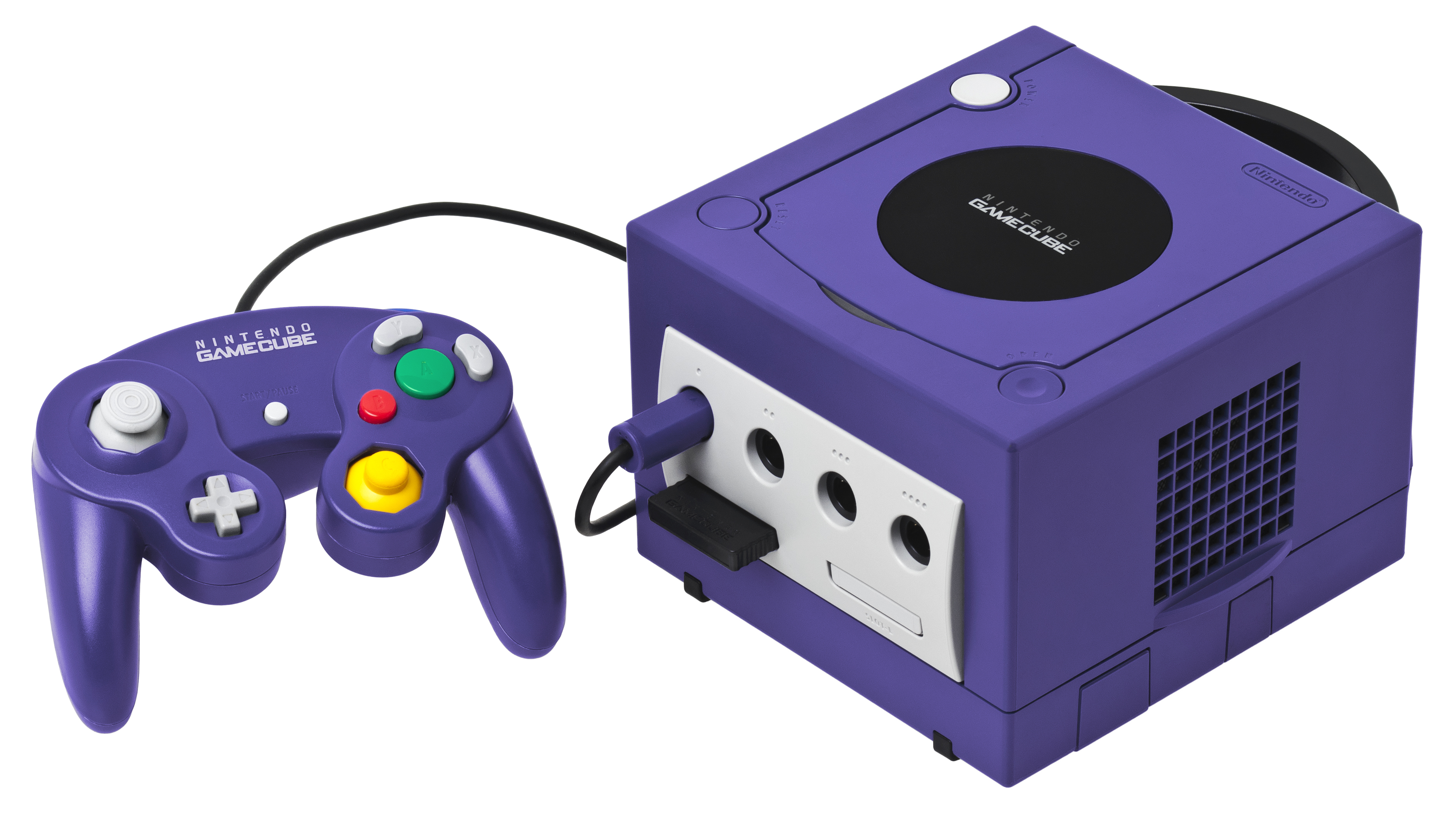
Nintendo GameCube 2001
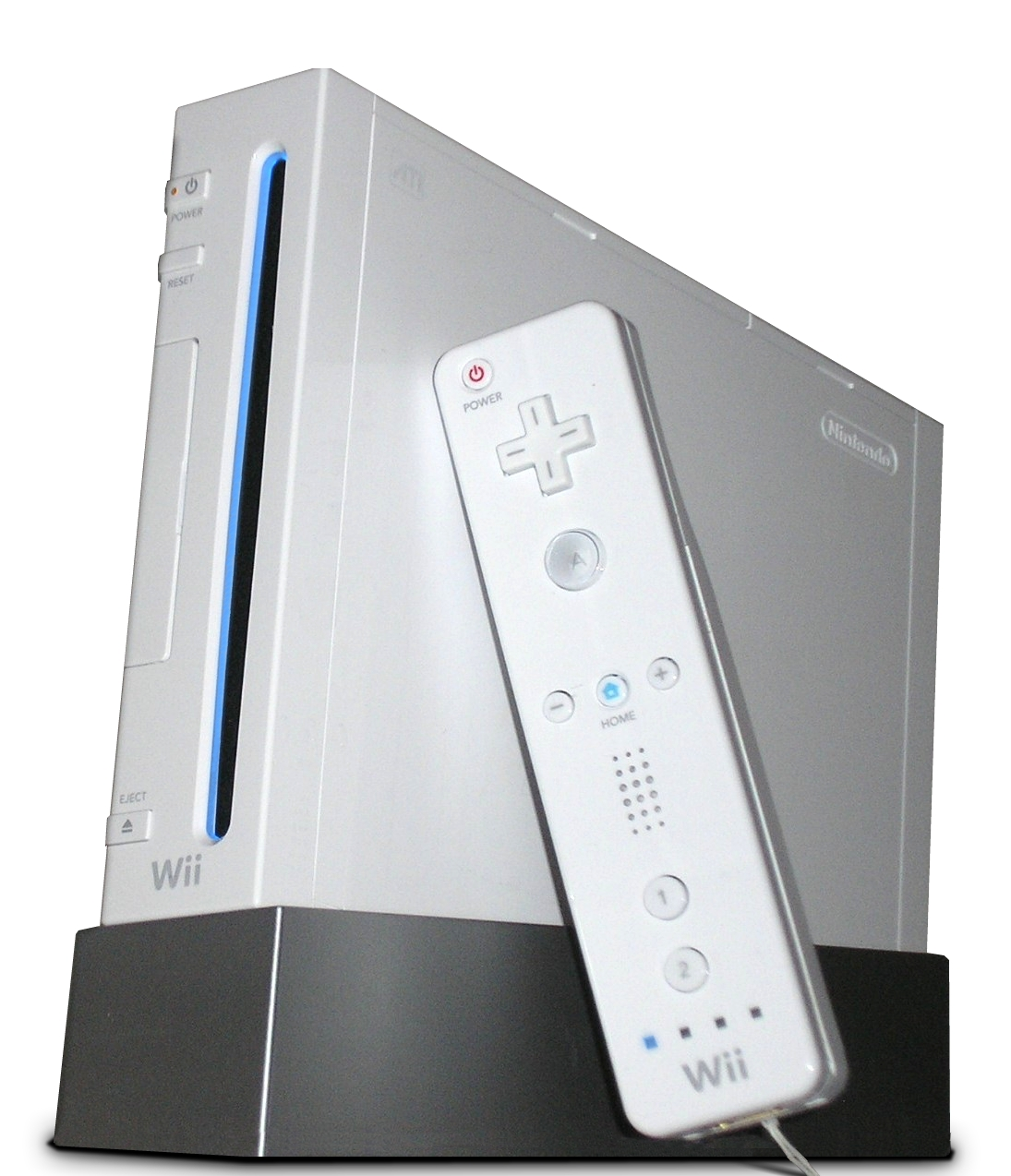
Nintendo Wii 2006
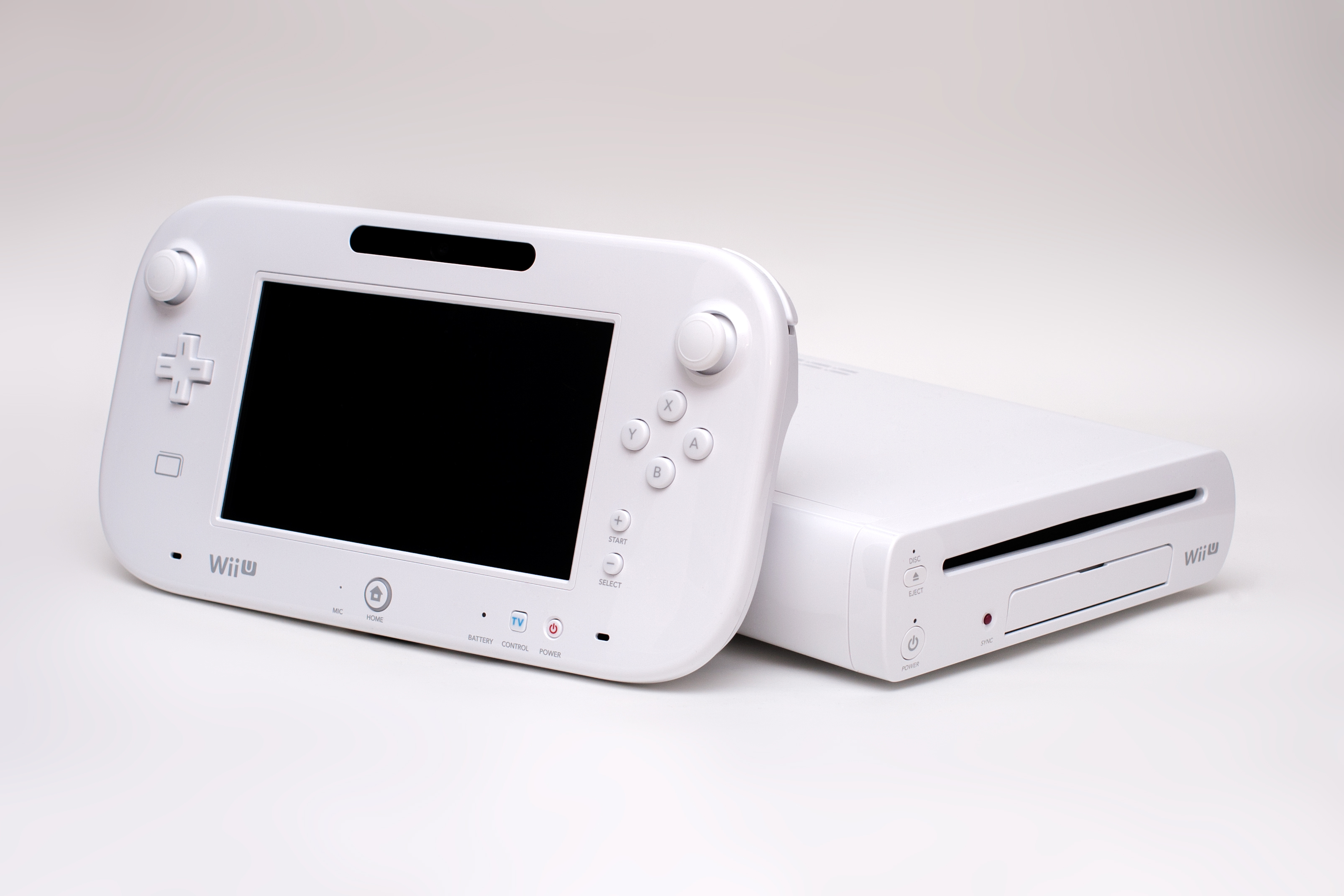
Wii U 2012
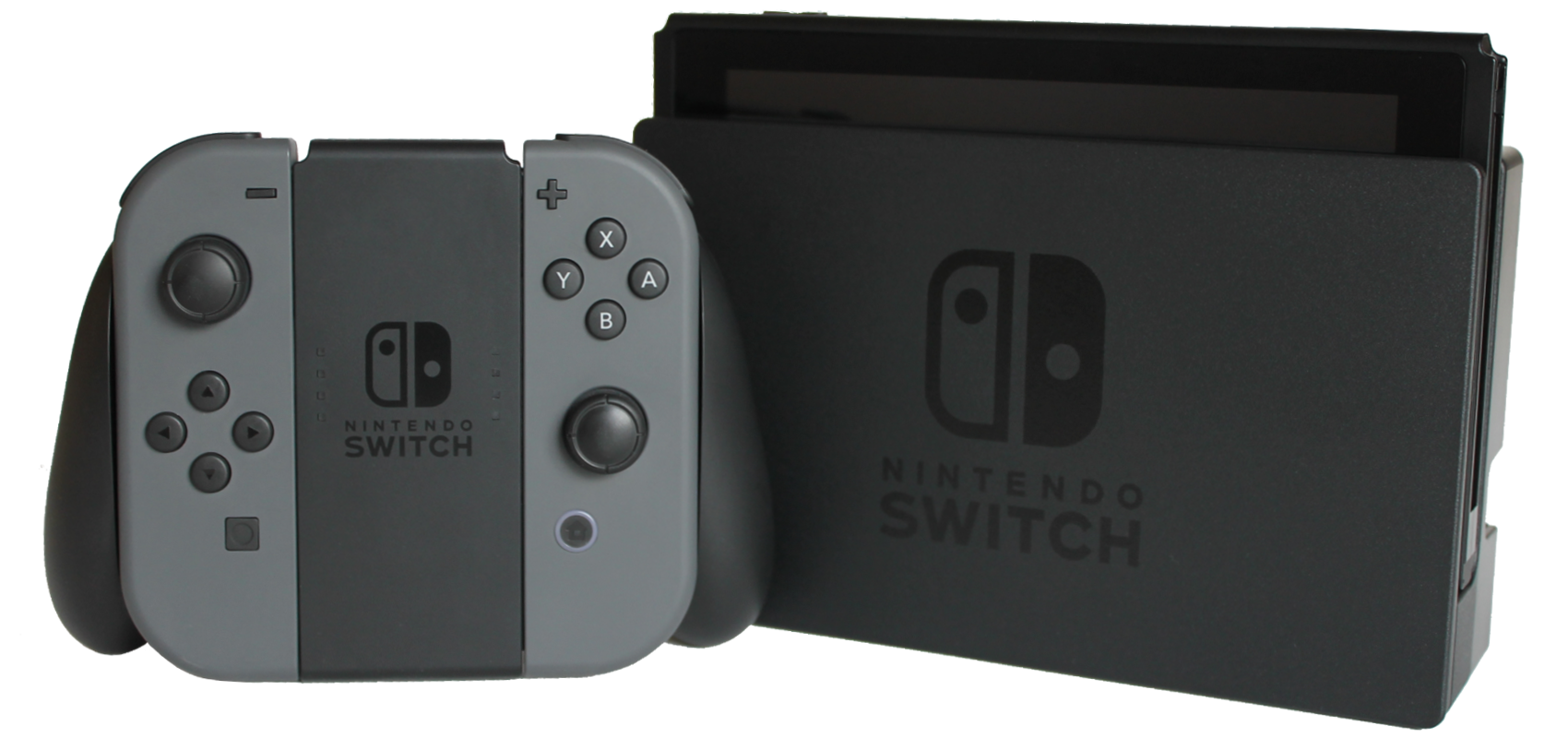
Nintendo Switch 2017

### Kapesní

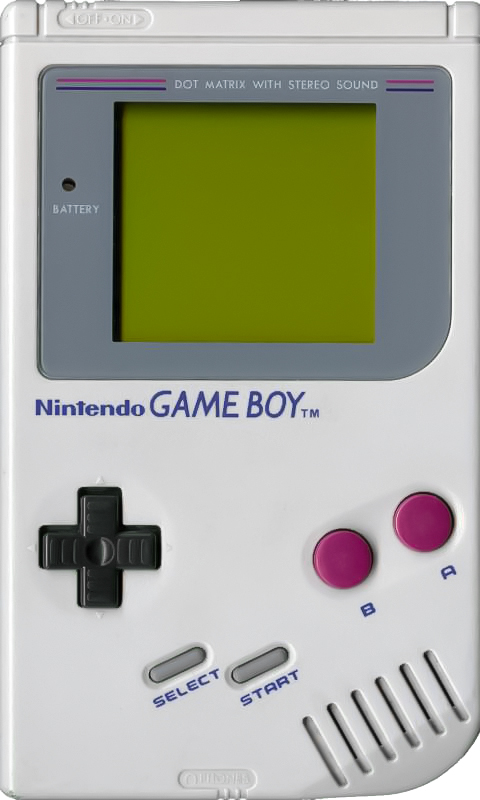
Game Boy 1989
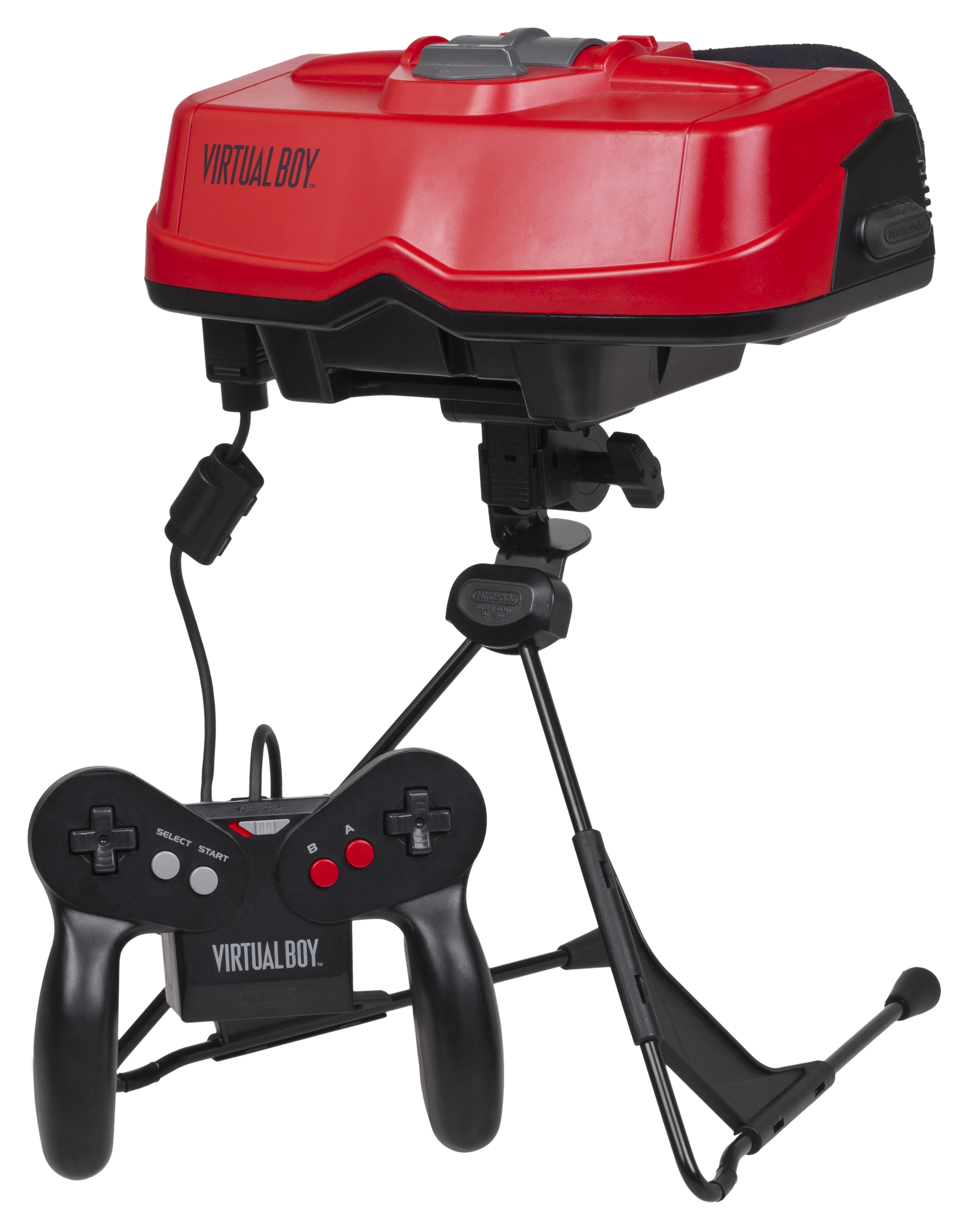
Virtual Boy 1995
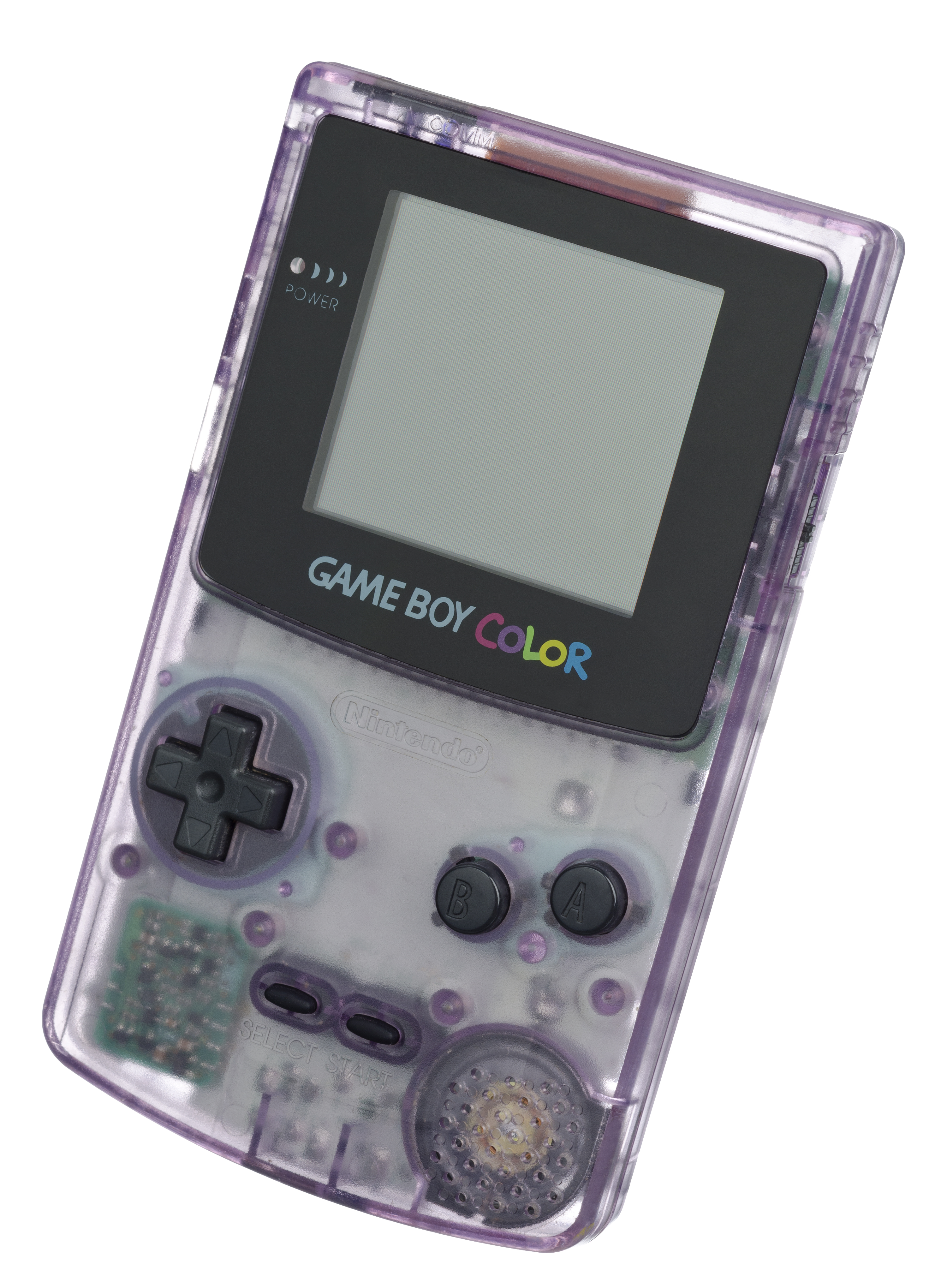
Game Boy Color 1998
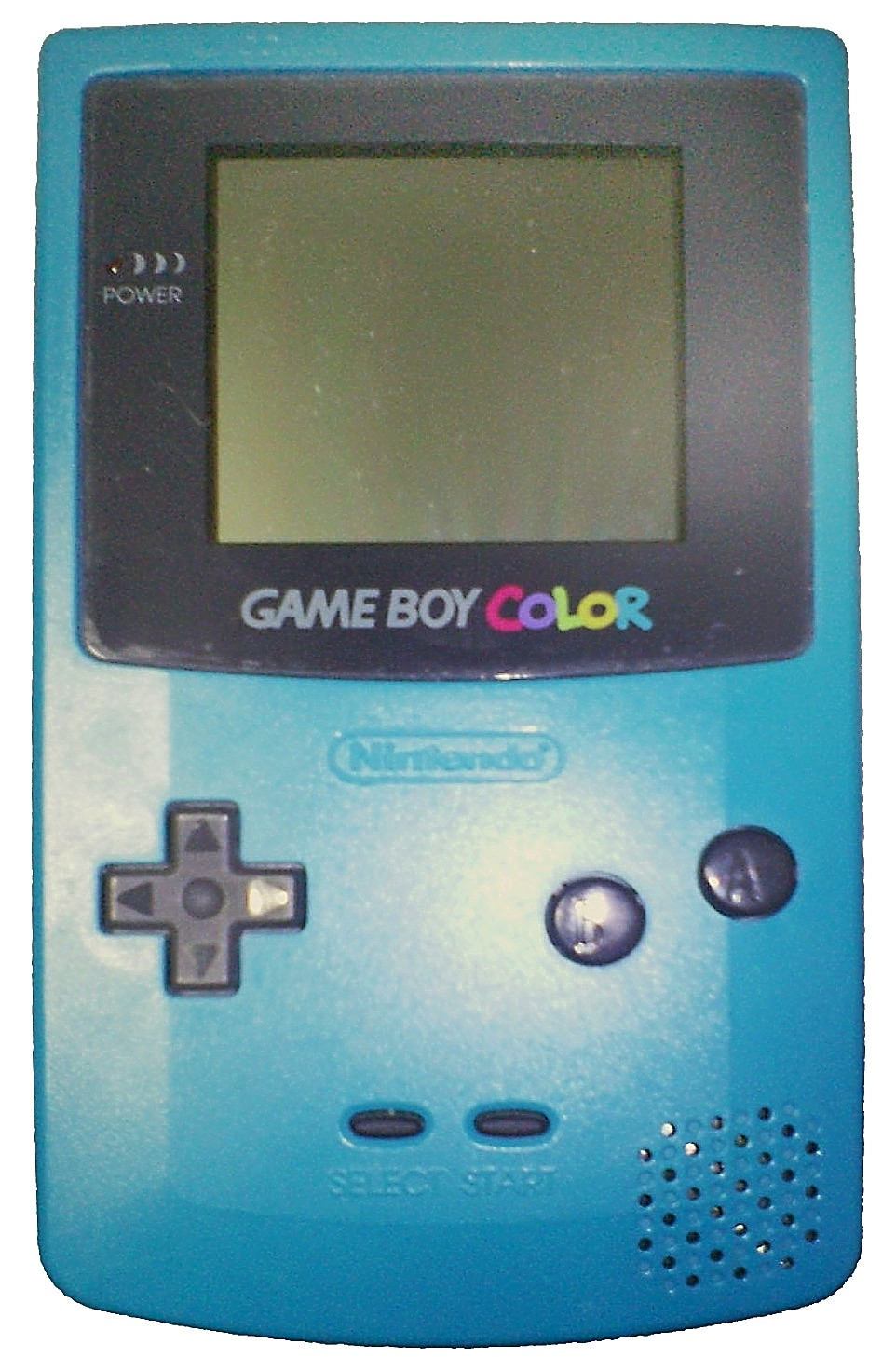
Game Boy Color 1998
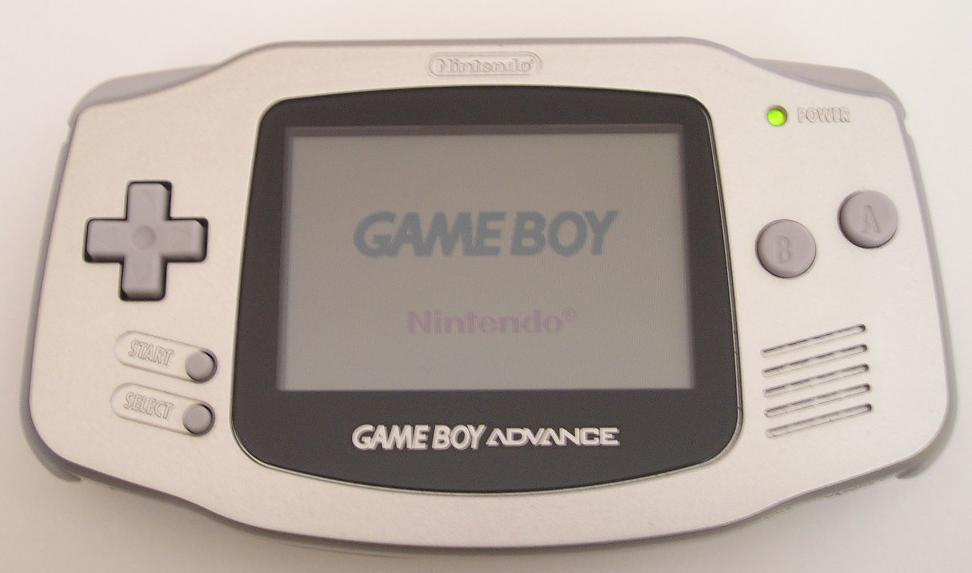
Game Boy Advance 2001
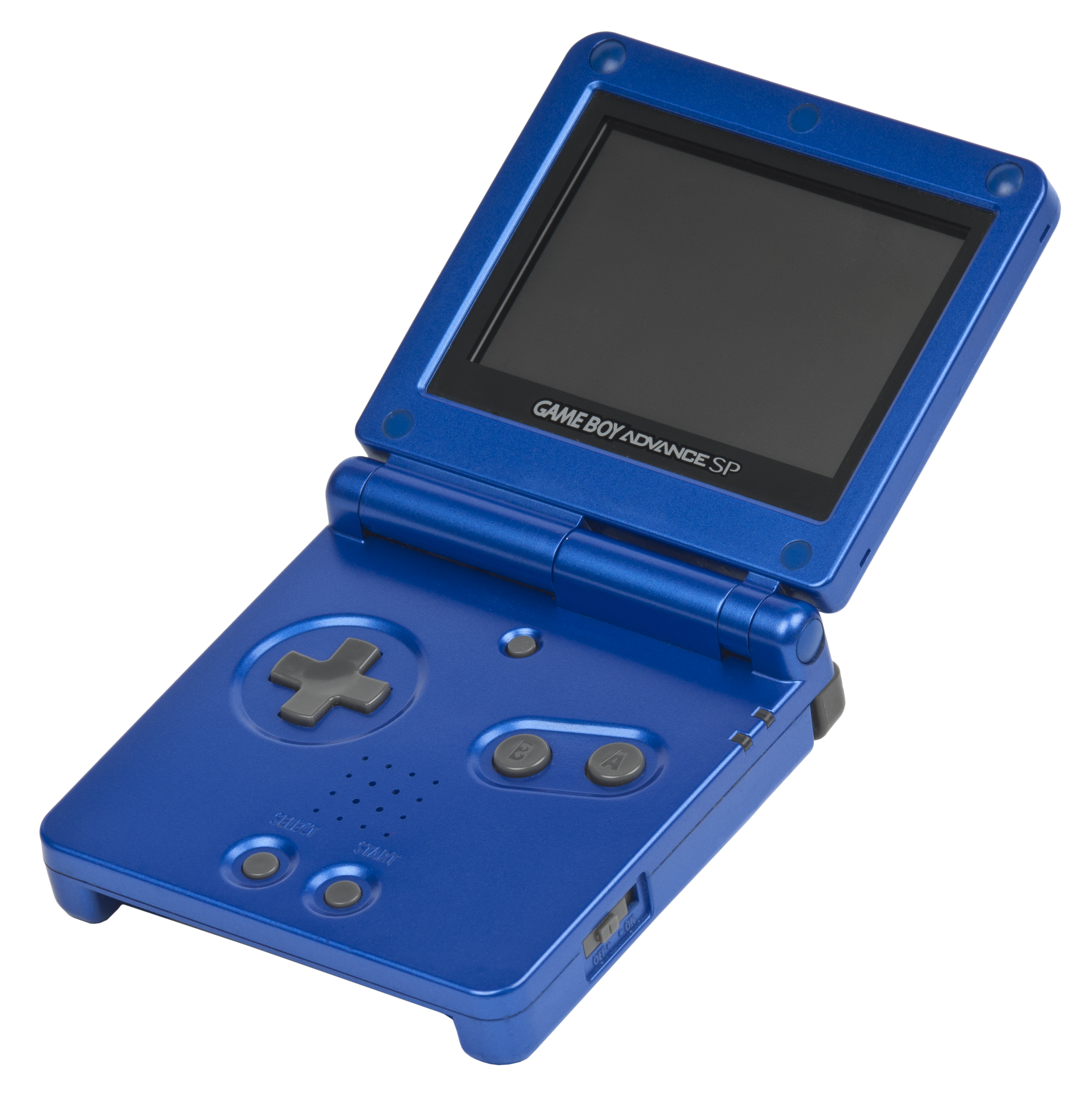
Game Boy Advance SP 2003
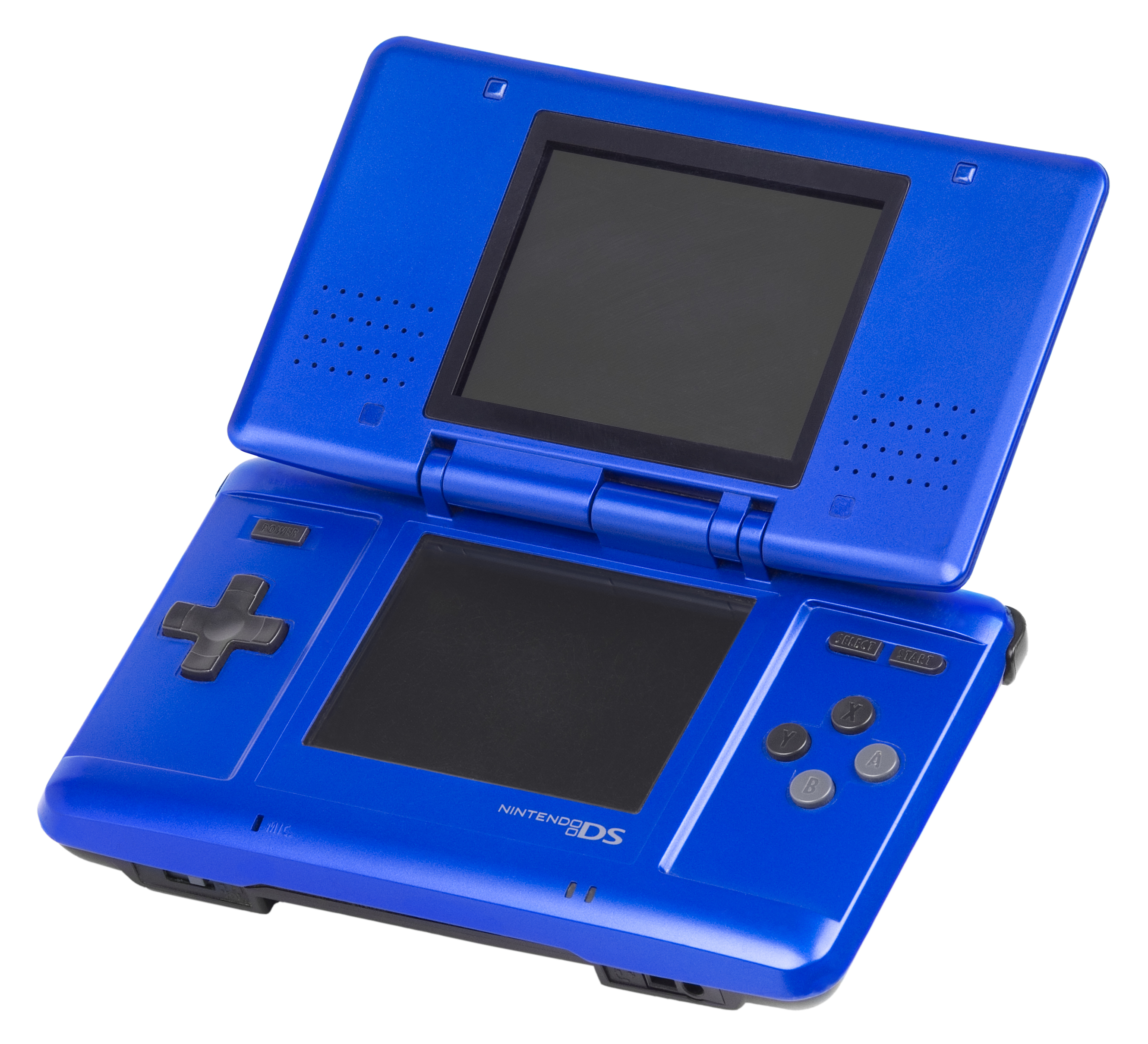
Nintendo DS 2004
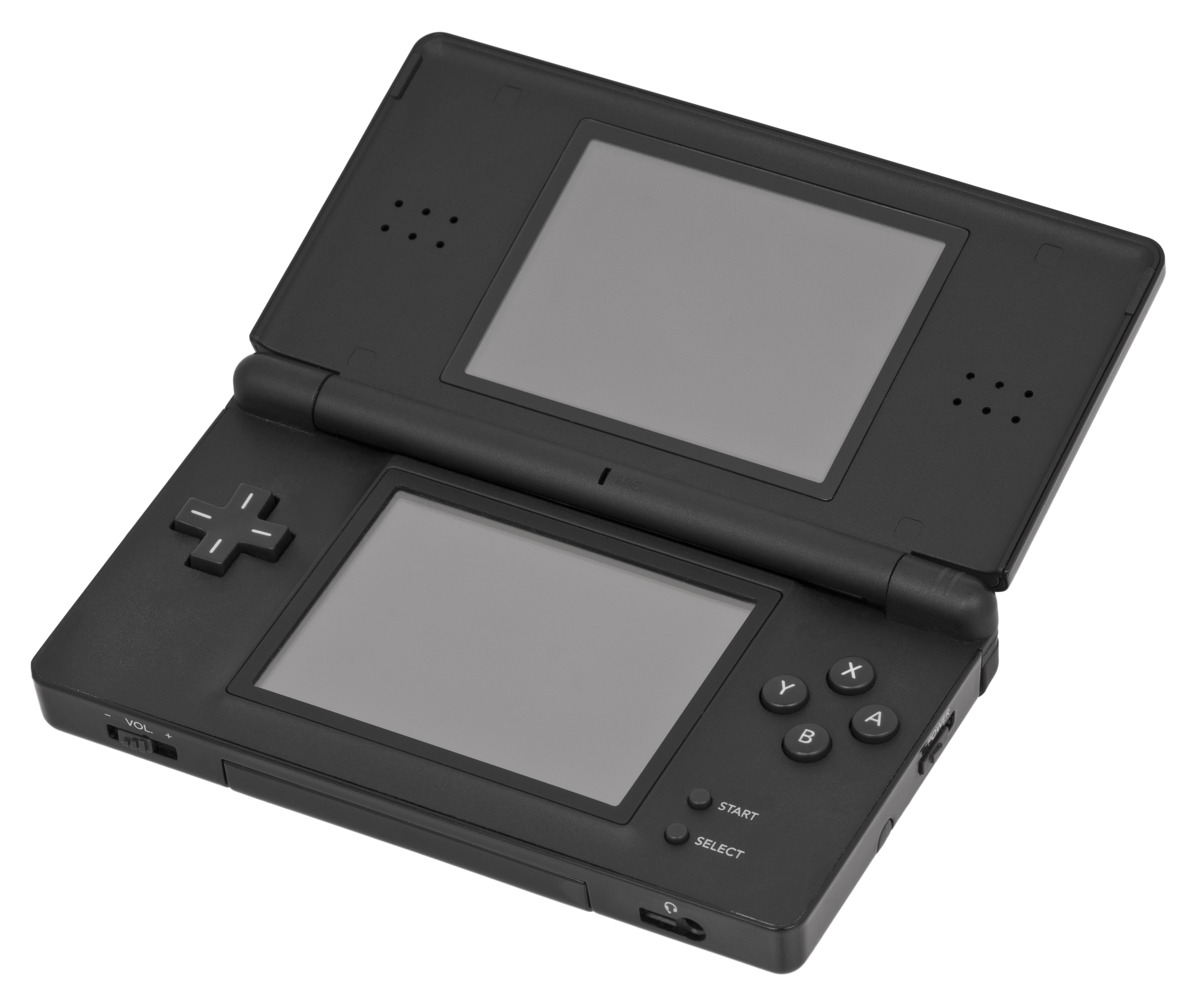
Nintendo DS Lite 2006
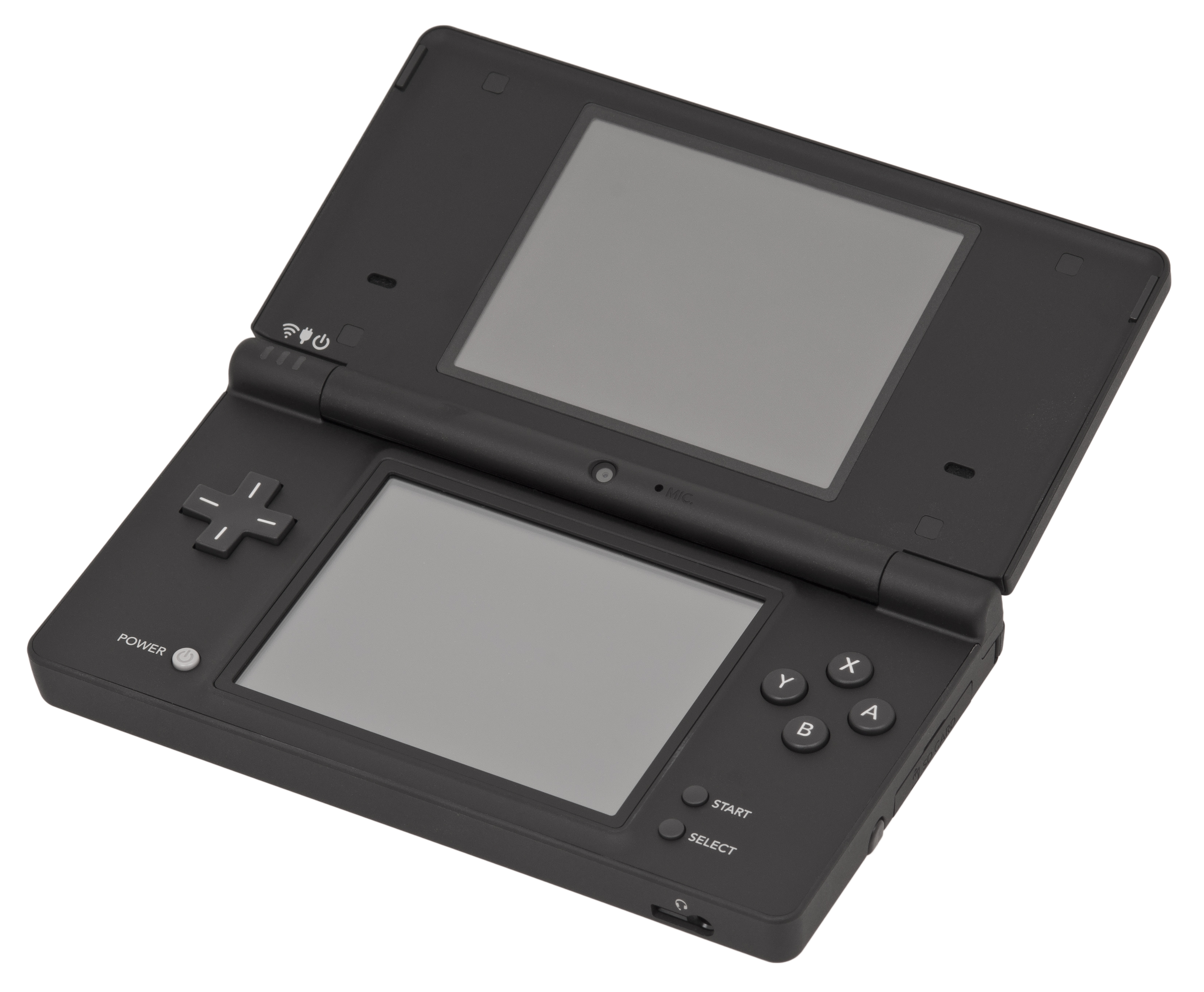
Nintendo DSi 2008
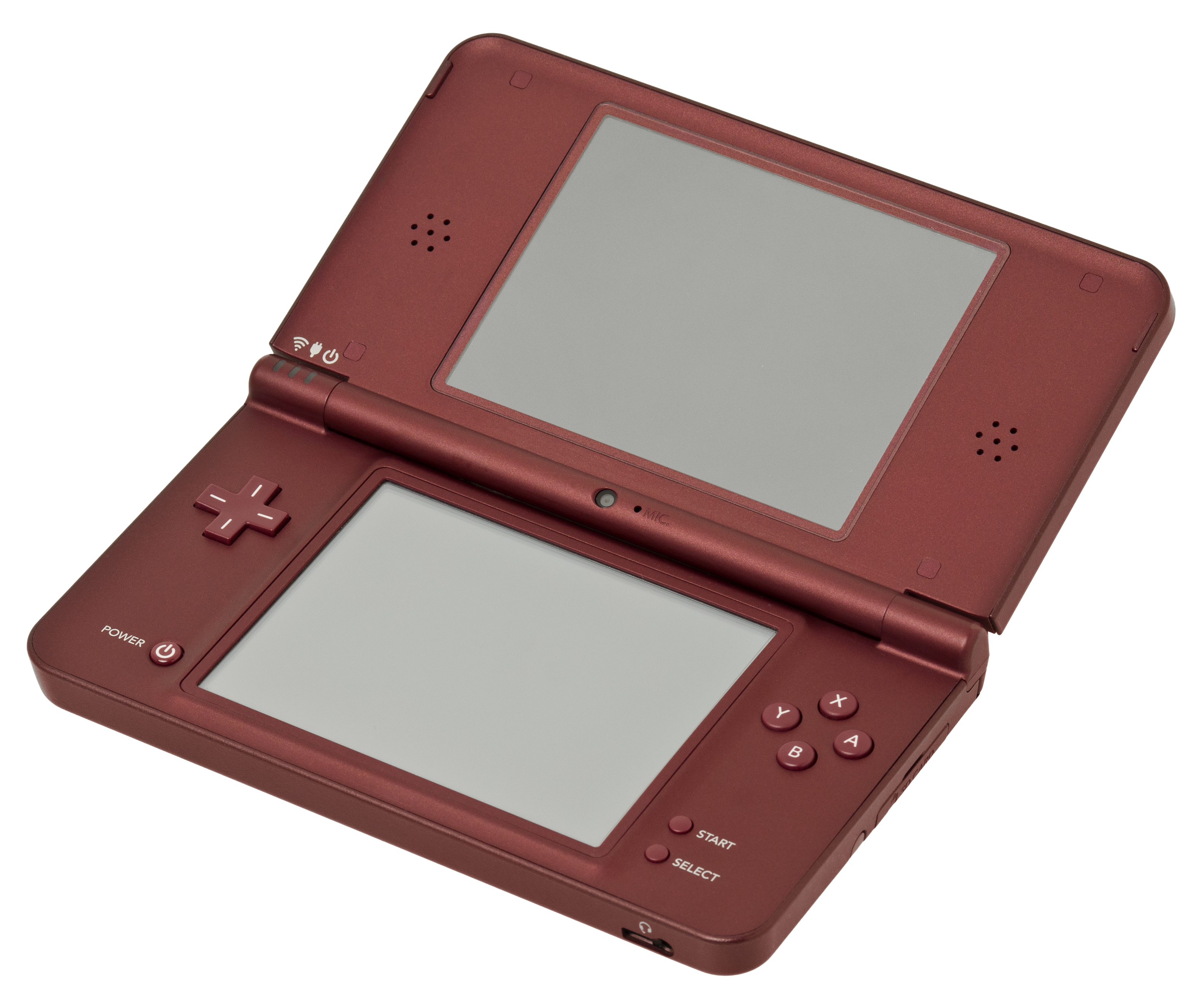
Nintendo DSi XL 2009
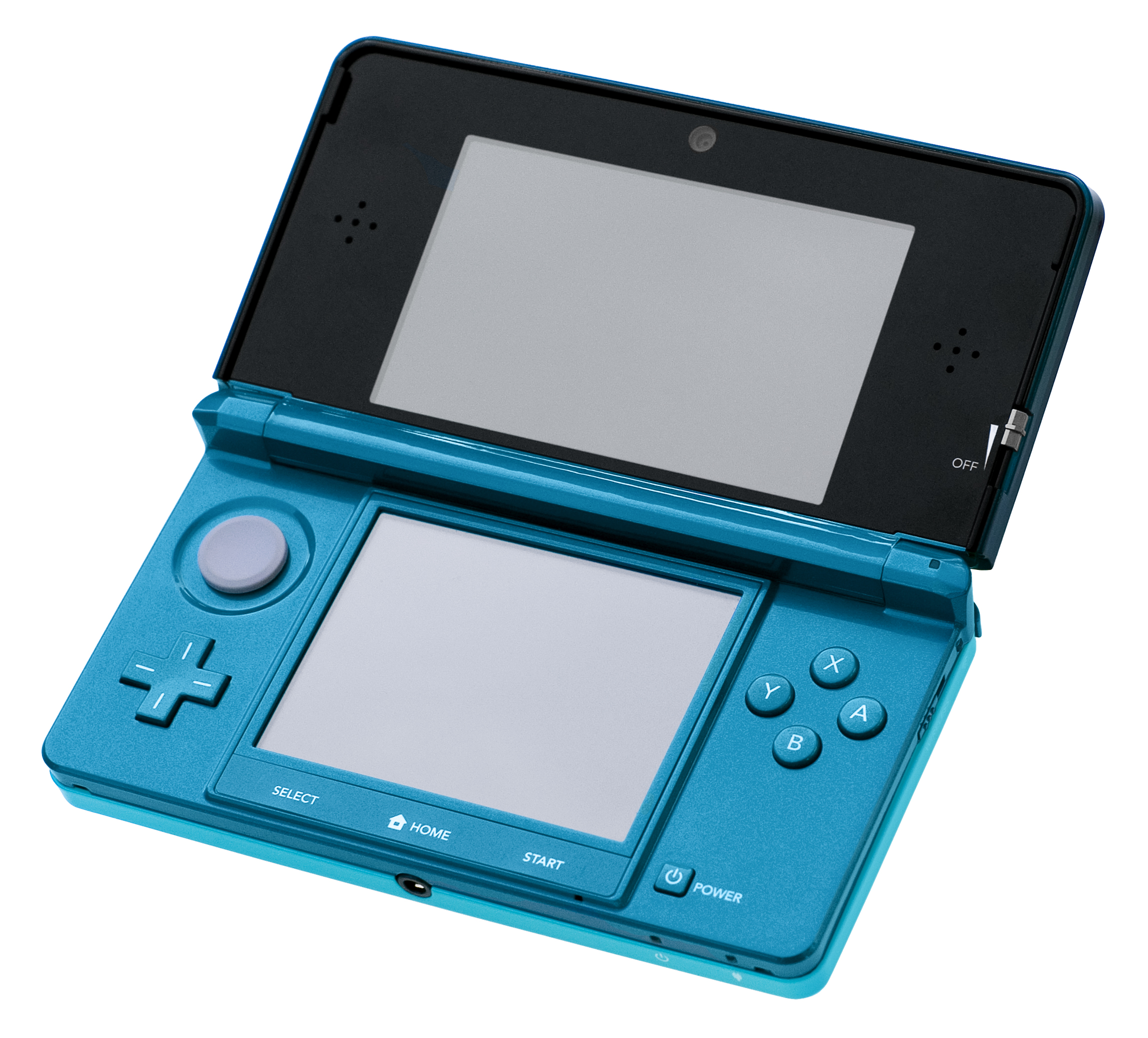
Nintendo 3DS 2011
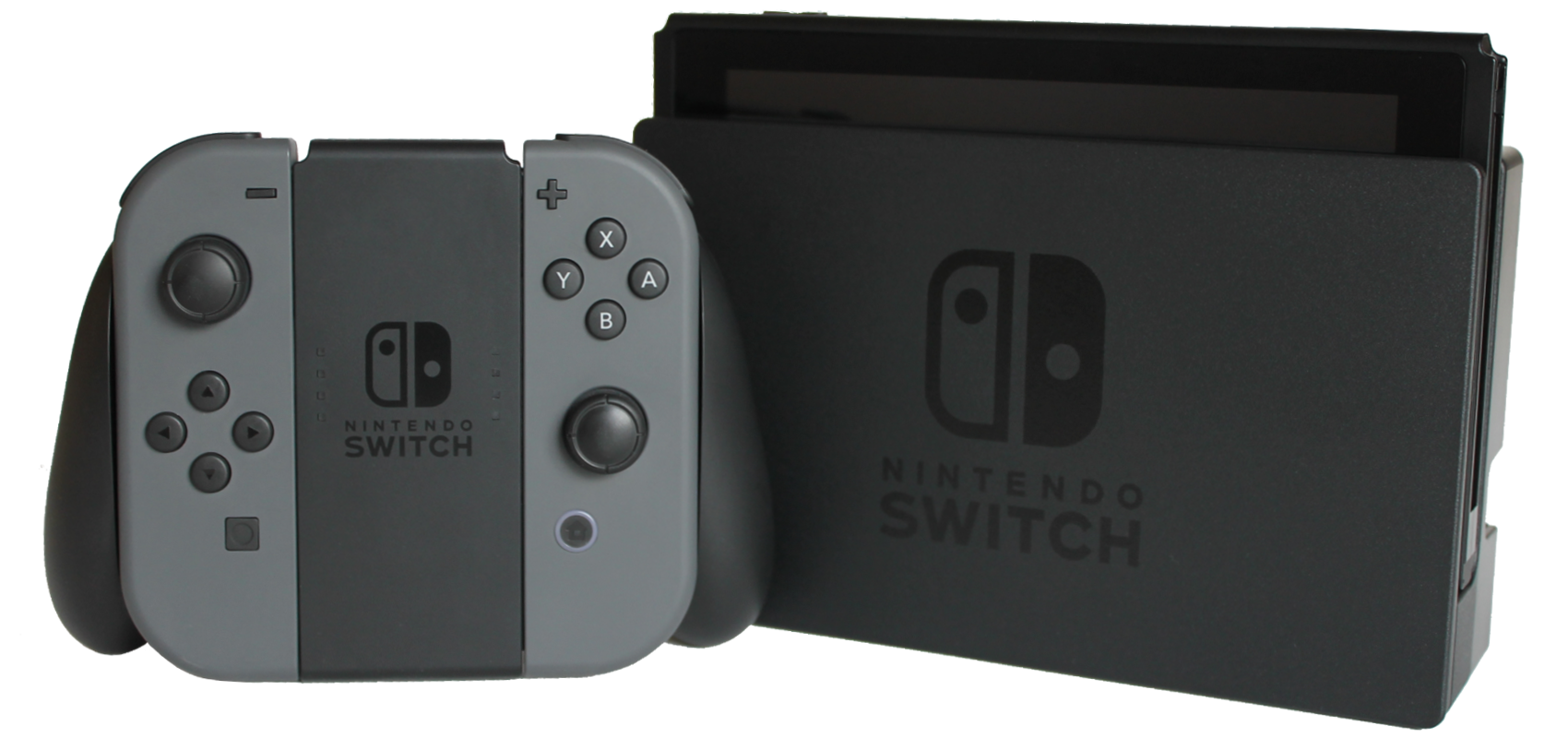
Nintendo Switch 2017
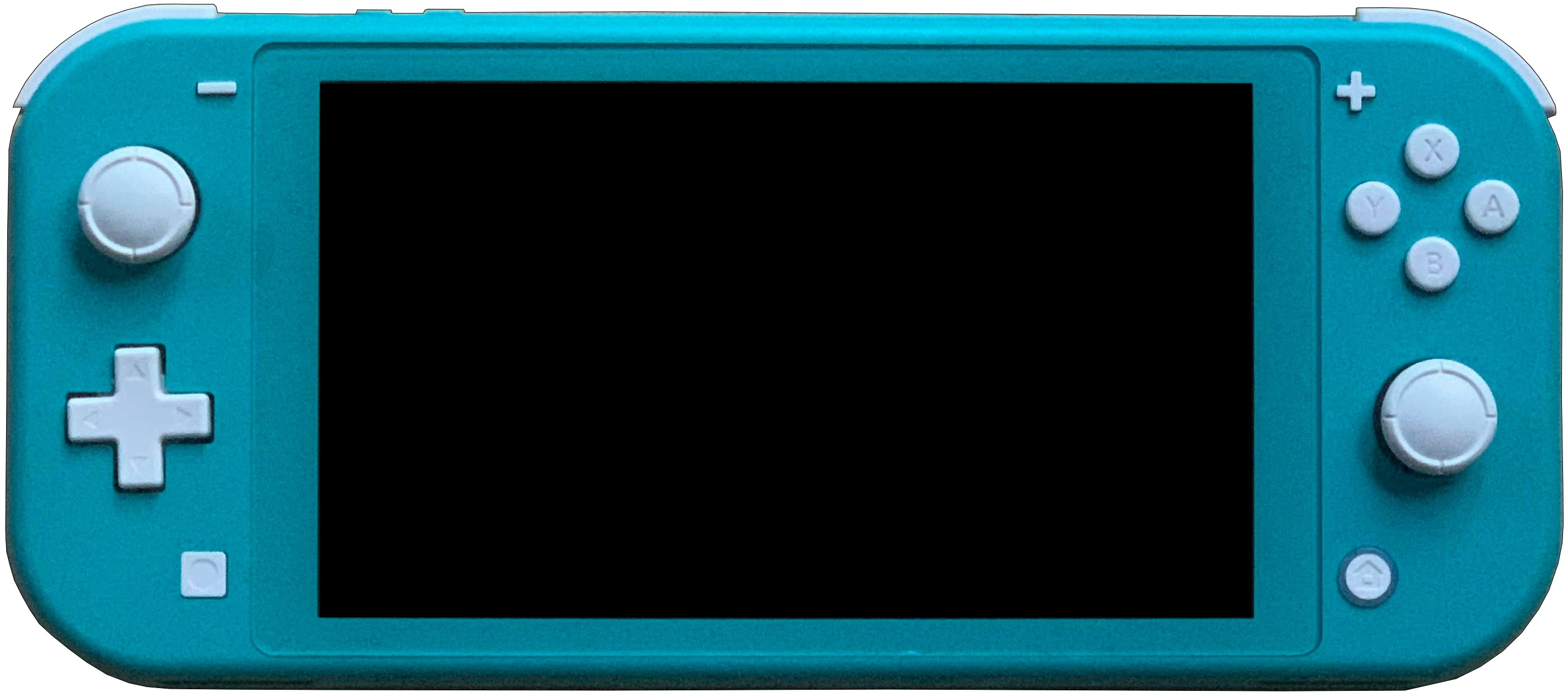
Nintendo Switch Lite 2019

Nejznámější herní série:
- Donkey Kong
- Super Mario (série)
- Pokémon
- The Legend of Zelda
- Metroid